# Pogost
Pogost (russisk: погост, fra gammel østslavisk: погостъ) er en historisk terminologi med adskillige betydninger på russisk. Ordet er også optaget som låneord i finsk som pogosta og i lettisk som pagasts med bestemte betydnnger.
Pogost kan sammenlignes med sogn. I det østlige Finland og i Ingermanland var under den svenske tid pogosten et led ikke blot i den kirkelige forvaltning, men tillige i den civile, i det den udgjorde en underafdeling af et fogderi, et slotslen eller lignende.

## Historisk oprindelse
Den oprindelige brug omhandler postkroer for fyrster og gejstlige, hvor ordet ligner det moderne russiske gost (гость), "gæst". Det antages, at det oprindelige pogost var landbosamfund i periferien af den gamle russiske stat, samt handelscentre ( det gammelrussiske gost'ba, гостьба).
I slutningen af det 10. århundrede blev pogost omdannet til administrative og territoriale enheder. Pogoster varierede i størrelse, lige fra ti til hundredvis af landsbyer i det 11.–14. århundrede. Efterhånden som kristendommen udbredtes i Rusland, blev kirker bygget i pogosterne. I de centrale ujesder fra det 15.– og 16. århundrede var pogoster små bygder med en kirke og en tilhørende kirkegård. På moderne russisk er pogost normalt bestemmende for en kombination af landlig kirke med kirkegård, der ligger på et afsides sted.

## Brug i Finland
Byen Kunta i den finske kommune Ilomantsi kaldes normalt for pogosta (finsk: Ilomantsin pogosta) , og ordet er lånt fra russisk. Den lokale finske dialekt påviser stærk russisk indflydelse, og der er en stærk tilstedeværelse af ortodokse kristne i kommunen. Selv navnet på den lokale avis er Pogostan Sanomat. På moderne finsk bruges pogosta også som henvisninger til historiske steder, som et historisk synonym for sogn eller kommuner i Karelen og i andre russiske sammenhænge.

## Brug i Letland
Pagasts er betegnelsen for grundlæggende administrative enheder i det lokale selvstyre i Letland. Ordet pagasts er et almindeligt anvendt lettisk ord, der svarer til et sogn, en landkommune eller et lille landdistrikt, med oprindelse i det russiske pogost. Der er 432 landkommuner eller pagasti i Letland.